# スペインのテニス
スペインのテニスについて説明する。

## 歴史
スペインにテニスがもたらされたのは1880年代から1890年代だとされている。1892年にはスペイン最古のテニスクラブであるウエルバ・ローンテニス・クラブ・リオ・ティントが設立された。スペイン全土を管轄する競技連盟として、1909年にスペイン王立テニス連盟(RFET)が設立された。
スペインでテニスは長らくエリート層のスポーツとみなされており、他のラケットスポーツ同様に大衆からの人気を集めるのには時間がかかった。長年に渡って公共のコートが不足していたが、民間クラブは高額な料金のために人気がなかった。しかし今日では、スペインは世界有数のテニス大国となっている。

## 特徴
特に全仏オープンなどクレーコートの大会で多くの優勝者を輩出している。男子テニスの国別対抗戦であるデビスカップでは2000年・2004年・2008年・2009年・2011年の5回、女子テニスの国別対抗戦であるフェドカップでは1991年・1993年・1994年・1995年・1998年の5回、優勝している。スペインのテニス大会では、マドリード・オープン（男女）、バルセロナ・オープン（男子）、バルセロナ・オープン（女子）、バレンシア・オープン（男子、2015年まで）、アンダルシア・テニス・エクスペリエンス（女子、2011年まで）などの大会がツアーに組み込まれている。

## 選手
世界ランキングで最高位10位以内に入った選手。太字は現役選手。

### 男子

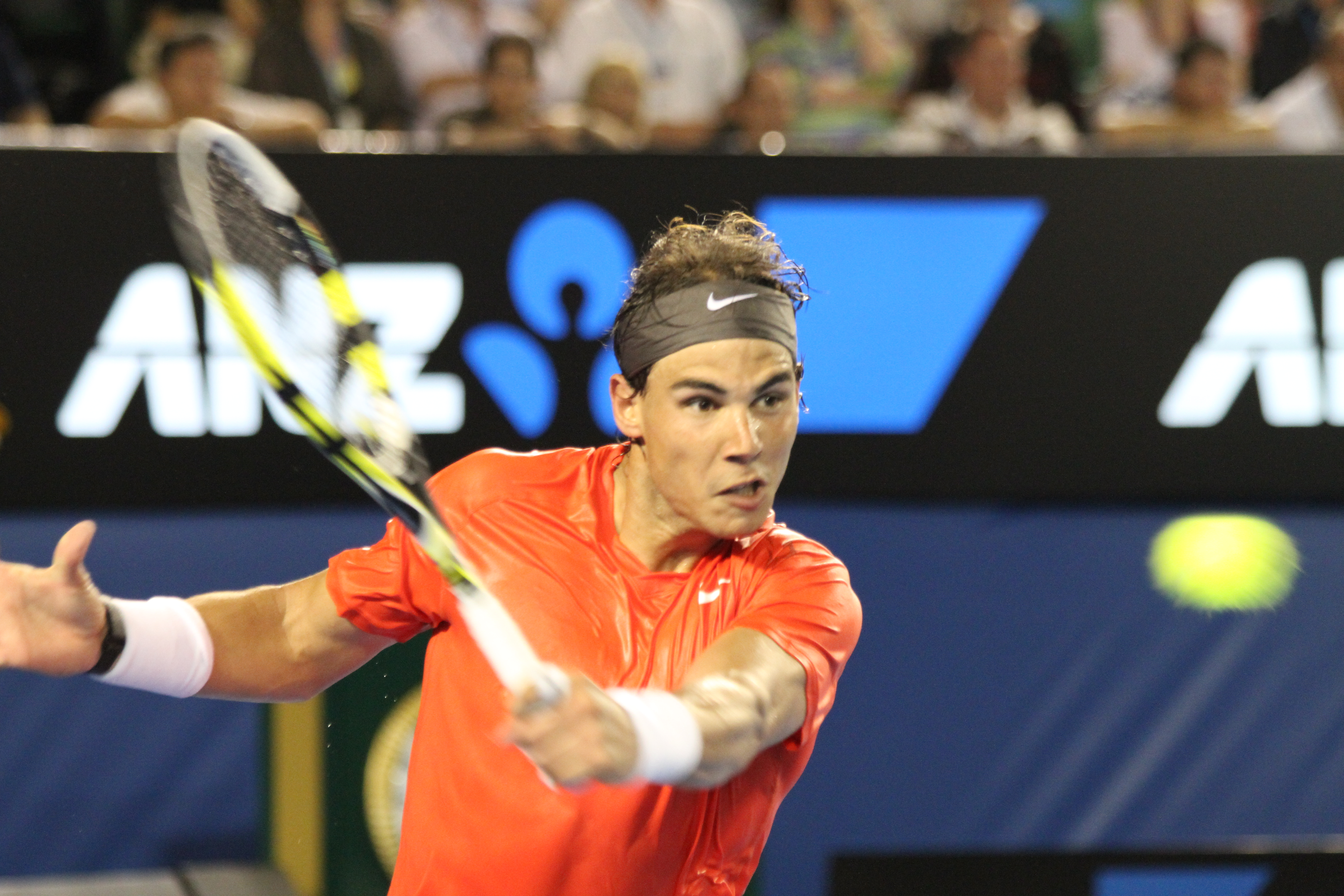
ラファエル・ナダル
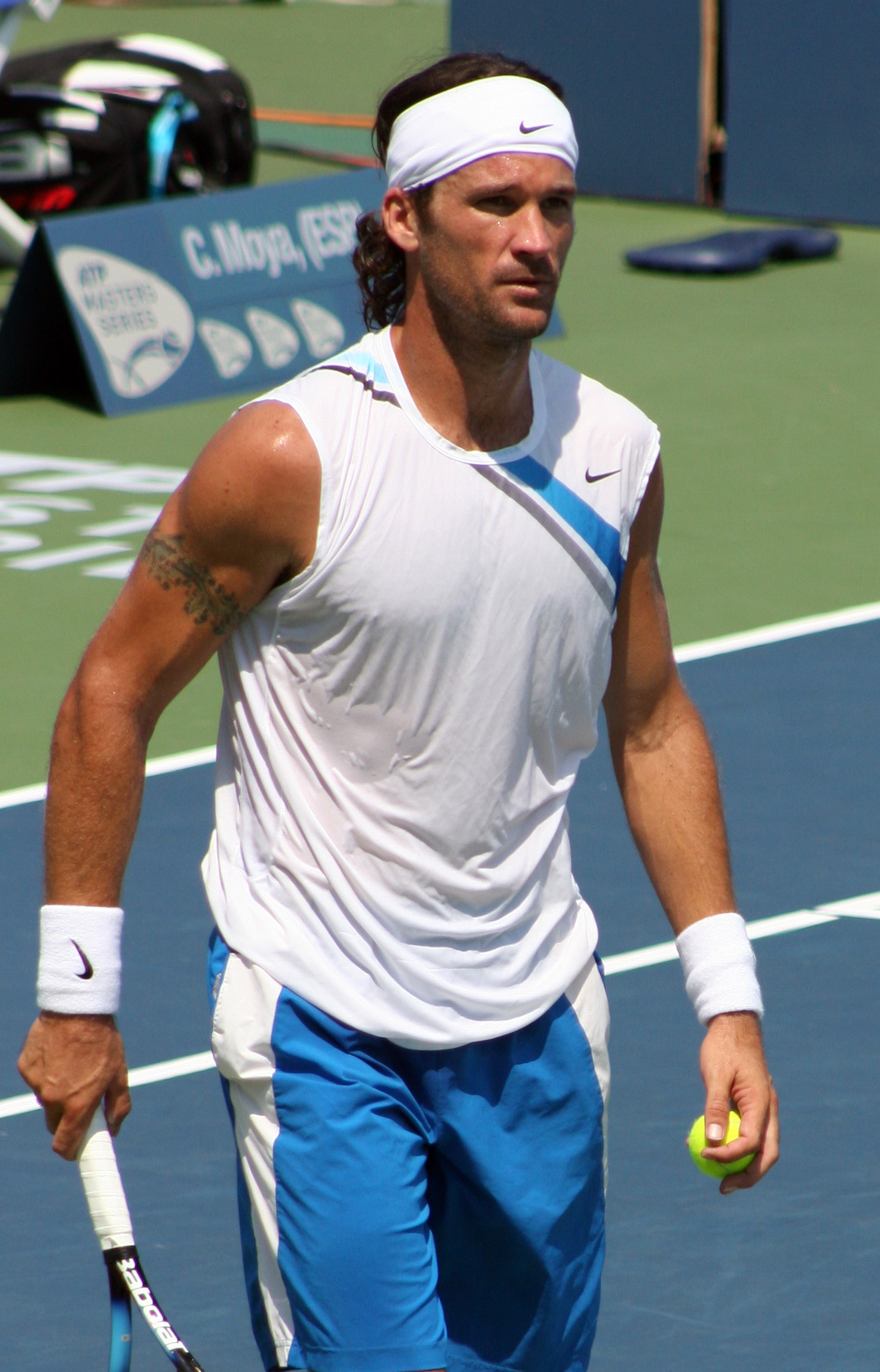
カルロス・モヤ
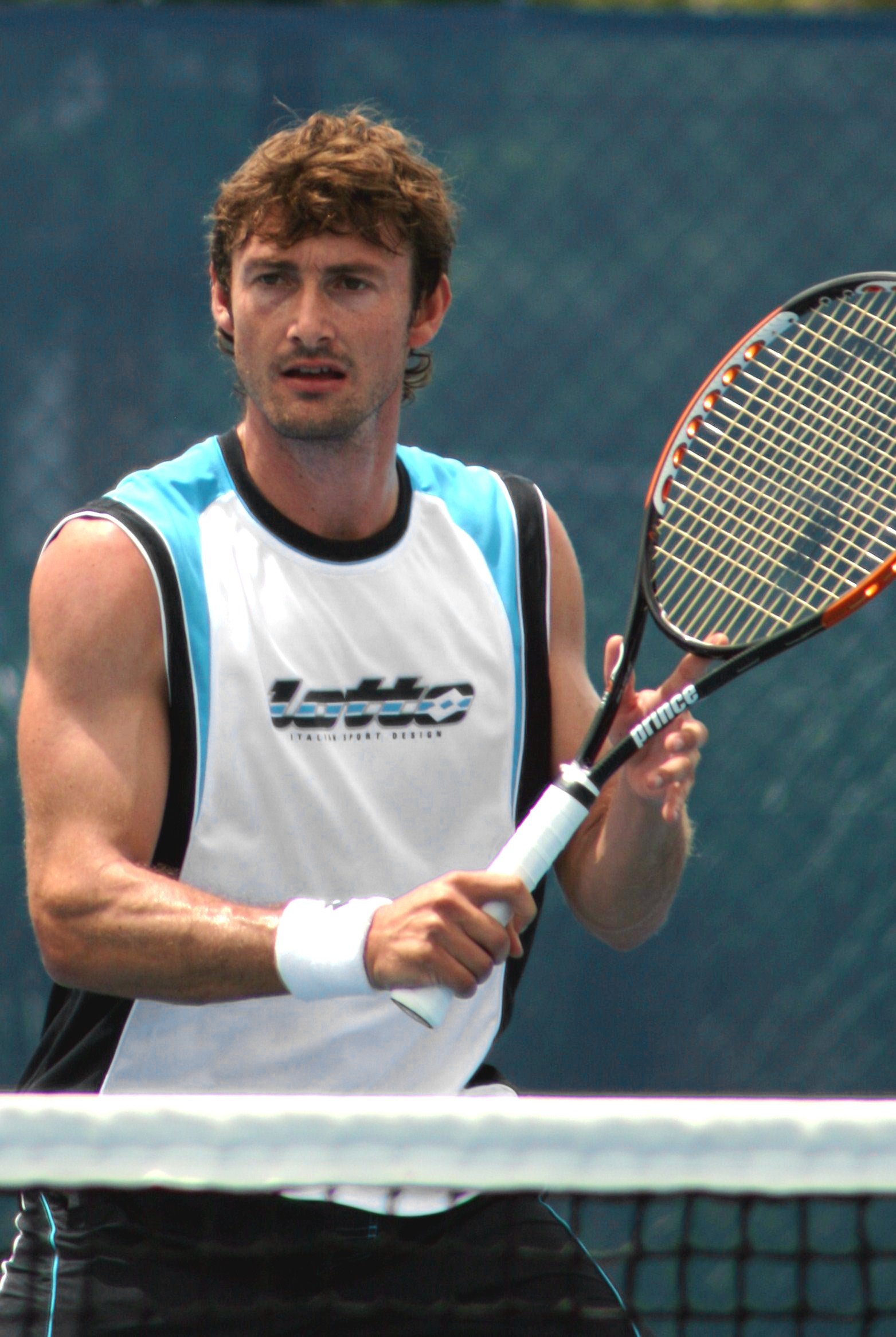
フアン・カルロス・フェレーロ

| 最高 位 | 名前                         | 出身地                               | 優勝 回数 |
| ------- | ---------------------------- | ------------------------------------ | --------- |
| No. 1   | ラファエル・ナダル           | バレアレス諸島県マナコール           | 92        |
| No. 1   | カルロス・モヤ               | バレアレス諸島県パルマ・デ・マヨルカ | 20        |
| No. 1   | フアン・カルロス・フェレーロ | バレンシア県オンティニェント         | 15        |
| No. 1   | カルロス・アルカラス         | ムルシア県ムルシア                   | 12        |
| No. 2   | マニュエル・オランテス       | グラナダ県グラナダ                   | 33        |
| No. 2   | アレックス・コレチャ         | バルセロナ県バルセロナ               | 17        |
| No. 3   | ダビド・フェレール           | アリカンテ県シャビア                 | 21        |
| No. 3   | セルジ・ブルゲラ             | バルセロナ県バルセロナ               | 14        |
| No. 5   | トミー・ロブレド             | ジローナ県オスタルリック             | 12        |
| No. 6   | ホセ・イゲラス               | グラナダ県ディエスマ                 | 16        |
| No. 6   | アルベルト・コスタ           | リェイダ県リェイダ                   | 12        |
| No. 7   | エミリオ・サンチェス         | マドリード県マドリード               | 15        |
| No. 7   | アルベルト・ベラサテギ       | ビスカヤ県ビルバオ                   | 14        |
| No. 7   | フェルナンド・ベルダスコ     | マドリード県 マドリード              | 7         |
| No. 7   | フアン・アギレラ             | バルセロナ県バルセロナ               | 5         |
| No. 9   | ニコラス・アルマグロ         | ムルシア県ムルシア                   | 12        |
| No. 10  | カルロス・コスタ             | バルセロナ県バルセロナ               | 6         |
| No. 10  | フェリックス・マンティーリャ | バルセロナ県バルセロナ               | 10        |

- ラファエル・ナダル
- カルロス・モヤ
- フアン・カルロス・フェレーロ

### 女子
| 最高 位 | 名前                             | 出身地                         | 優勝 回数 |
| ------- | -------------------------------- | ------------------------------ | --------- |
| No. 1   | アランチャ・サンチェス・ビカリオ | バルセロナ県 バルセロナ        | 29        |
| No. 2   | コンチタ・マルティネス           | ウエスカ県モンソン             | 33        |
| No. 3   | ガルビネ・ムグルサ               | カラカス                       | 2         |
| No. 6   | カルラ・スアレス・ナバロ         | ラス・パルマス県ラス・パルマス | 2         |

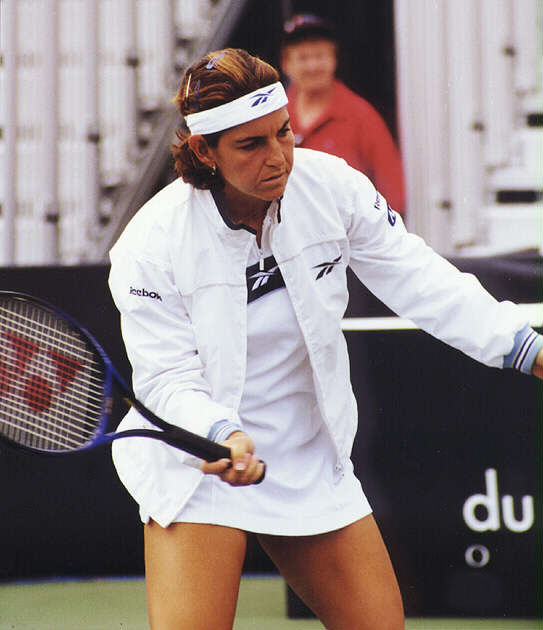
アランチャ・サンチェス・ビカリオ
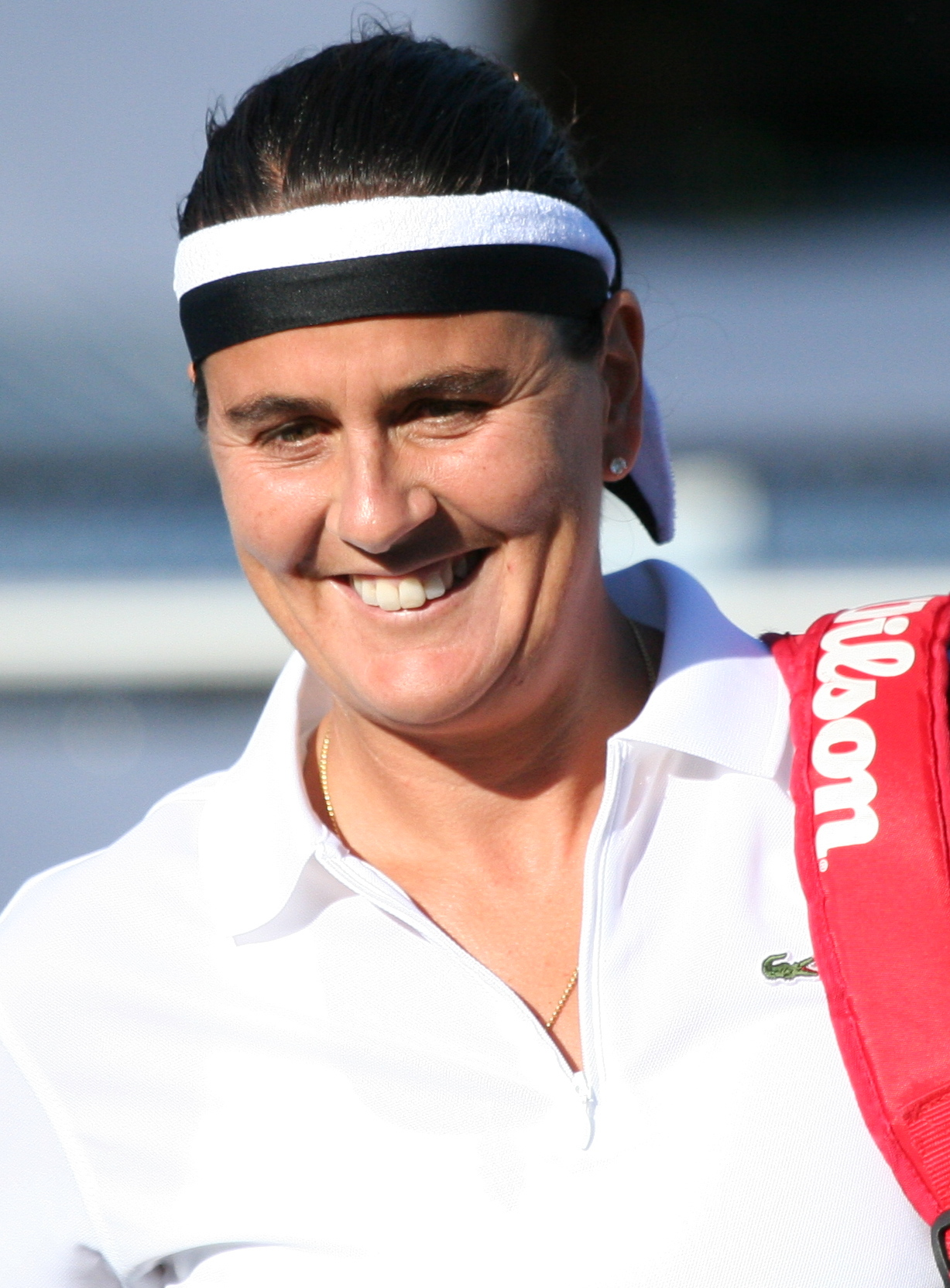
コンチタ・マルティネス
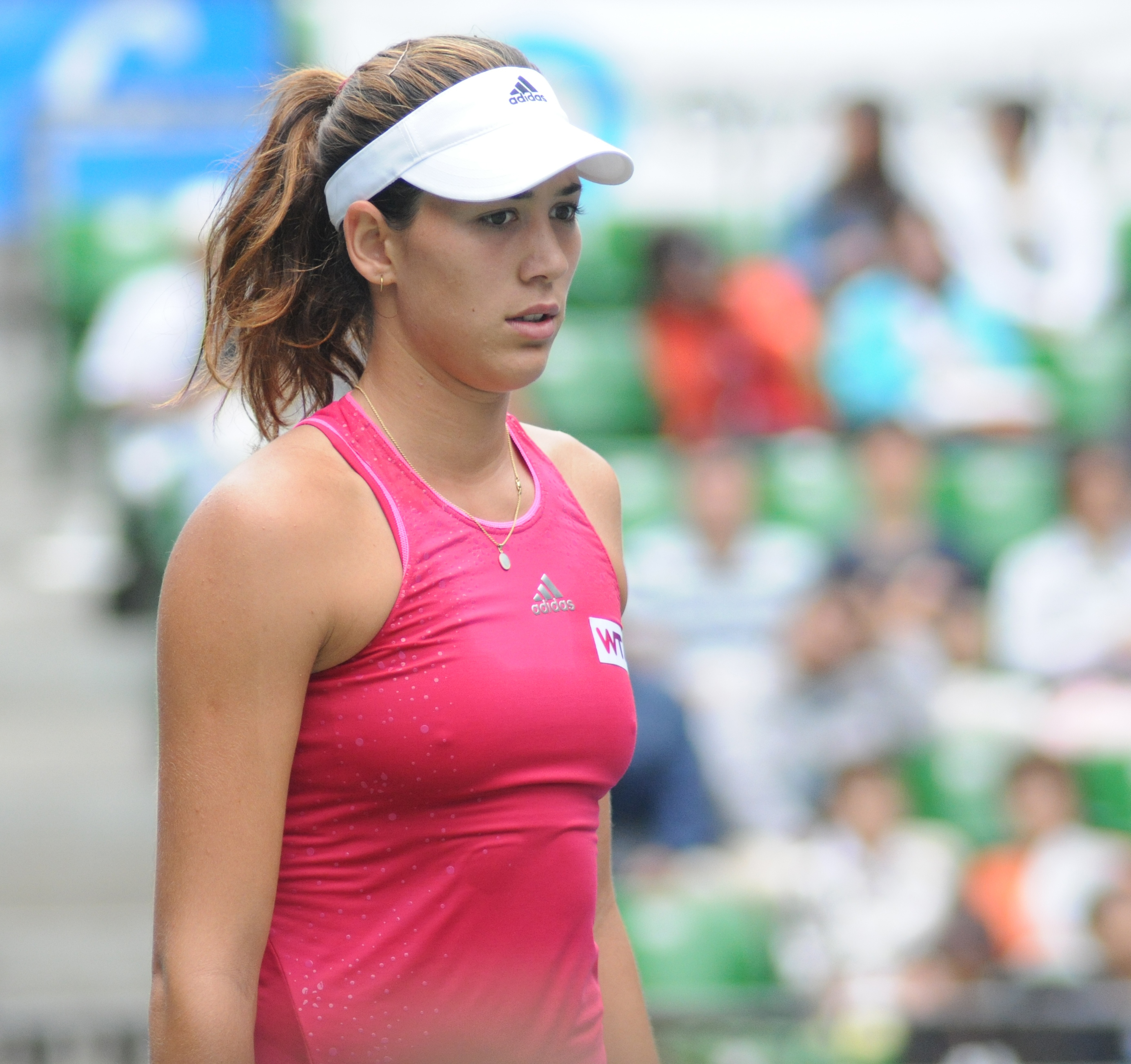
ガルビネ・ムグルサ

### 4大大会での最高成績
4大大会で準優勝以上の成績を上げた選手。
| 選手                             | 全豪     | 全仏      | 全英     | 全米     | 勝利数 |
| -------------------------------- | -------- | --------- | -------- | -------- | ------ |
| ラファエル・ナダル               | 優勝 (2) | 優勝 (14) | 優勝 (2) | 優勝 (4) | 22     |
| マニュエル・サンタナ             | DNP      | 優勝 (2)  | 優勝     | 優勝     | 4      |
| アランチャ・サンチェス・ビカリオ | 準優勝   | 優勝 (3)  | 準優勝   | 優勝     | 4      |
| カルロス・アルカラス             | ベスト8  | 優勝      | 優勝     | 優勝     | 4      |
| セルジ・ブルゲラ                 | 4回戦    | 優勝 (2)  | 4回戦    | 4回戦    | 2      |
| コンチタ・マルティネス           | 準優勝   | 準優勝    | 優勝     | ベスト4  | 1      |
| フアン・カルロス・フェレーロ     | ベスト4  | 優勝      | ベスト8  | 準優勝   | 1      |
| マニュエル・オランテス           | ベスト8  | 準優勝    | ベスト4  | 優勝     | 1      |
| アンドレス・ヒメノ               | 準優勝   | 優勝      | ベスト4  | 4回戦    | 1      |
| カルロス・モヤ                   | 準優勝   | 優勝      | 4回戦    | ベスト4  | 1      |
| ガルビネ・ムグルサ               | 4回戦    | 優勝      | 準優勝   | 2回戦    | 1      |
| アルベルト・コスタ               | ベスト8  | 優勝      | 2回戦    | 4回戦    | 1      |
| マニュエル・アロンソ             | DNP      | ベスト4   | 準優勝   | ベスト8  | 0      |
| リリ・デ・アルバレス             | DNP      | ベスト4   | 準優勝   | DNP      | 0      |
| アレックス・コレチャ             | 3回戦    | 準優勝    | 2回戦    | ベスト8  | 0      |
| アルベルト・ベラサテギ           | ベスト8  | 準優勝    | 1回戦    | 2回戦    | 0      |
| ダビド・フェレール               | ベスト4  | 準優勝    | ベスト8  | ベスト4  | 0      |